# Спортпалейс
„Спортпалейс“ е многофункционална закрита арена в Антверпен, Белгия. Капацитета ѝ 25 000 и се използва са спортни събития и концерти.